# Atari 800XL
L'Atari 800XL va ser un microordinador desenvolupat per l'Atari i llançat en conjunt amb els ordinadors 600XL i 1200XL (que no va obtenir gran èxit), com el successor de la sèrie Atari 400/800. Va ser el model més reeixit d'aquesta nova sèrie i podia executar sense grans alteracions pràcticament tots els programes fets per als seus predecessors.
Els 600/800XL van ser substituïts el 1985 per la sèrie XE, quan l'Atari va començar a produir la línia ST.

## Atari 800XLF
El 1984, va ser produïda una versió millorada del 800XL, el 800XLF, equipat amb un xip anomenat «Freddie», que permetia accelerar l'accés a la memòria RAM, particularment en l'exhibició de gràfics. El 800XLF va ser venut a l'Europa, amb una interfície de vídeo SECAM.

## Especificacions tècniques
| Parts          | Especificacions | Especificacions |
| -------------- | --- | --------------- |
| UCP            | MOS Technology 6502C a 1,79 MHz (NTSC) o 1,77 MHz (PAL)                                                                             |                 |
| RAM            | 64 KiB — 128 KiB (màx.) |                 |
| ROM            | 24 KiB |                 |
| Teclat         | mecànic, 62 tecles |                 |
| Monitor        | televisor o monitor RGB; mode text: 40 x 24 caràcters (estàndard); diversos modes gràfics (màx.: 320 x 192 pixels, 256 colors)      |                 |
| So             | coprocesador POKEY: 4 veus i 3,5 octaves                                                                                            |                 |
| Ports          | port d'expansió Atari Serial Input/Ouput (SIO), Parallel Bus Interface (PBI), port de cartutx, ports de casset, 2 ports de joystick |                 |
| Emmagatzematge | casset o disquetera (5,25", 130 KiB)                                                                                                |                 |